# Jarosław Adamów
Jarosław Adamów (ur. 1976) – polski muzyk, klarnecista pochodzący ze Stalowej Woli. Jest absolwentem Akademii Muzycznej w Łodzi.
Członek zespołów muzycznych Się gra (1997-2001), współpracował z Jahiar Group. Od kilku lat współpracuje z Ośrodkiem Brama Grodzka Teatr NN w Lublinie z którym w 2002 roku przygotował muzykę do „Tajbełe i demon” w reżyserii Tomasza Pietrasiewicza. W styczniu 2009 odbyła się premiera przedstawienia „Opowieści z Bramy – Ostatni Demon” Teatru NN z Lublina z muzyką i udziałem Jarosława Adamowa.
Gra na wielu instrumentach, m.in. na lirze korbowej, klarnecie, sopiłce, whistle, bębnie basowym, śpiewa. Muzyka jego projektów muzycznych obraca się wokół folkloru żydowskiego, polskiego, pieśni dziadowskich z towarzyszeniem liry korbowej.

## Nagrody
- II nagroda wraz z zespołem Się gra na I Festiwalu Polskiego Radia Nowa Tradycja w 1998 r.
- Folkowy Fonogram Roku 2000 dla płyty „Się gra”
- II nagroda na V Festiwalu Muzyki Folkowej Polskiego Radia Nowa Tradycja wraz z Markiem Dudrą (bęben) w 2002 r.
- III miejsce w konkursie Folkowy Fonogram Roku 2003 dla płyty solowej „Songs of the Medieval Polish Bards”

## Dyskografia
- 2000 – „Się Gra”, z zespołem Sie gra; wydawca MTJ;
- 2003 – „Songs of the Medieval Polish Bards”, wraz z Markiem Durdą; wydawca Global Village Music & Old Country Music, BMI;
- 2006 Jarek Adamów and Traditional Polish Vocal Ansamble „Sami Swoi” – Expedition To The Lost World, part I – „Winter”; wydawca Folken Music[3];
- 2008 – Contemporary Polish Village Music; wydawca Folken Music